# Дарбази (Болнисский муниципалитет)
Дарбази (груз. დარბაზი, азерб. Darboğaz) — село Болнисского муниципалитета, края Квемо-Картли республики Грузия с 98 %-ным этническим азербайджанским населением. Находится в юго-восточной части Грузии, на территории исторической области Борчалы.

## Изменения топонима
В 1990—1991 годах, в результате изменения руководством Грузии исторических топонимов населённых пунктов этнических меньшинств в регионе, название села Дар-Богаз («азерб. Darboğaz») было изменено на его нынешнее название — Дарбази.

## География
Село находится на левом берегу реки Гети, в 23 км к западу от районного центра Болниси, на высоте 820 метров от уровня моря.
Граничит с поселком Казрети, с селами Чреши, Ципори, Хахаладжвари, Гета, Поцхвериани, Ицриа, Тандзиа, Кианети, Дзедзвнариани, Джавшаниани, Дзвели-Квеши, Квеши, Болнисского Муниципалитета, а также с селами Диди-Дманиси, Машавера, Бослеби, Каклиани и Шиндилиари Дманисского Муниципалитета.

## Население
По данным Государственного статистического комитета Грузии, согласно официальной переписи 2002 года, численность населения села Дарбази составляет 3743 человека и на 98 % состоит из азербайджанцев.

## Экономика
Население в основном занимается овцеводством, скотоводством и овощеводством.

## Достопримечательности
- Средняя школа, построенная в 1919 году.[6]

## Известные уроженцы
- Мехрали-бек — военачальник, получивший чин — паши в Османской армии;[6]
- Ученые — академик Фарман Гюльмамедов, академик Медед Чобанов, профессор Магомедали Мамедов, Муртуз Мамедов, Меммед Алиев, Валех Гаджиев, Мушфиг Чобанов, Усния Чобанова, Фазиль Бахтияров, Фахри Гаджиев, Фаиг Намазов;[6]
- Махар Гахрамансой — писатель, автор книги «Параллели между грузинским и азербайджанскими языками»;[6]
- Мушфиг Чобанлы (Борчалы) — писатель, автор книг «Современная литературная школа Борчалы» и «Ашуги Борчалы».[6]
- Мирза — поэт;[6]
- Искендер Аллазов — военачальник;[6]
- Алиев Шахи Алмаз оглы — участник Великой Отечественной войны. Погиб 17 августа 1942 года, в 1 км севернее деревни Канищево в Ленинградской области.[9]